# スチュアート (フリゲート)
|          |                                  |                                  |
| 要目     |                                  |                                  |
| 艦級     | アンザック級フリゲート           | アンザック級フリゲート           |
| 原設計   | ドイツ                           | ドイツ                           |
| 運用者   | オーストラリア海軍               | オーストラリア海軍               |
| 排水量   | 満載排水量: 3,600t               | 満載排水量: 3,600t               |
| 全長     | 118m                             | 118m                             |
| 全幅     | 14.8m                            | 14.8m                            |
| 吃水     | 4m                               | 4m                               |
| 機関     | CODOG 2軸推進 可変ピッチプロペラ | CODOG 2軸推進 可変ピッチプロペラ |
| 機関     | GE LM 2500ガスタービン 1基       | 22.5Mw                           |
| 機関     | MTU 12V 1163 ディーゼル 2基      | 7Mw                              |
| 速力     | 27ノット以上                     | 27ノット以上                     |
| 航続距離 | 6,000海里（18ノット）            | 6,000海里（18ノット）            |
| 乗員     | 約170名                          | 約170名                          |
| 武装     | Mk 45 5インチ砲                  | 1門                              |
| 武装     | 12.7mm機銃                       | 数挺                             |
| 武装     | Mk 41 VLS (8セル; ESSM短SAM用)   | 1基                              |
| 武装     | ハープーンSSM 4連装発射筒        | 2基                              |
| 武装     | Mk 32短魚雷3連装発射管           | 2基                              |
| 艦載機   | SH-2 哨戒ヘリコプター            | 1機                              |
| レーダー | SPS-49(V)8 対空レーダー          | 1基                              |
| ソナー   | スフェリオン-B 艦首装備          | スフェリオン-B 艦首装備          |
| FCS      | セルシウステック 9LV453          | セルシウステック 9LV453          |

スチュアート(HMAS Stuart, FFH 153)はオーストラリア海軍のアンザック級フリゲートの4番艦。艦名はスコットランドのスチュアート朝にちなむ。
オーストラリア海軍としては3隻目にあたるこのスチュアートは、ビクトリア州ウィリアムズタウンのテニックス・ディフェンス・システムズで1998年7月25日に起工され、1999年4月17日に進水、2002年8月24日に就役した。
2003年4月に麻薬をオーストラリアへ密輸しようとしていた北朝鮮の貨物船「鋒秀号」が逃走し、スチュアートに同乗したオーストラリア陸軍のSASがヘリコプターと複合艇で貨物船に強行移乗し船を掌握した。
2004年、オーストラリアのイラク復興支援活動であるオペレーション・カタリストに参加するため、ペルシャ湾に派遣された。
2015年、平成27年度自衛隊観艦式に参加。艦艇一般公開も行われた。

## 同型艦
- FFH 150 アンザック（Anzac）
- FFH 151 アランタ（Arunta）
- FFH 152 ワラムンガ（Warramunga）
- FFH 154 パラマッタ（Parramatta）
- FFH 155 バララット（Ballarat）
- FFH 156 トゥーンバ（Toowoomba）
- FFH 157 パース（Perth）